# Elattostachys globosa
Elattostachys globosa är en kinesträdsväxtart som beskrevs av F. Adema. Elattostachys globosa ingår i släktet Elattostachys och familjen kinesträdsväxter. Inga underarter finns listade i Catalogue of Life.